# Fjernsyn i Danmark
Historien om fjernsyn i Danmark begynder i 1930'erne og fortsætter efter 2. verdenskrig med officiel start 2. oktober 1951.

## De første glimt
De første, der i 1930 så fjernsyn i Danmark, måtte nøjes med hjemmebyggede fjernsyn og engelske og tyske udsendelser sendt på mellembølgebåndet.
Først i 1932 kom de første danskproducerede udsendelser som forsøg. Dagbladet Politiken havde i sin foredragssal på Rådhuspladsen i København indrettet et studio udlånt og betjent af britiske teknikere, der sendte til en modtager i Arena-teatret, hvor billedet projekteredes op på et filmlærred, så 800 kunne se med samtidig. Første dag, 30. oktober 1932 fik de kun lidt at se af det af Povl Sabroe ledede show, for senderen var galt justeret. Dagen efter var problemerne dog løst, og i de følgende ti dage sendtes der for fulde huse.
Det blev dog ikke til videre udvikling i den anledning. Drømme og planer var der ganske vist men ikke højere vægtet, end at et påtænkt fjernsynstårn var blandt det første, der blev sparet væk, da det nye Radiohuset var under projektering i 1936. Og da bemeldte hus blev taget i brug i 1941, havde 2. verdenskrig reelt lagt alle fjernsynsplaner i skuffen.

## Fra forsøg til realitet
Først i 1947 begyndte der atter at ske noget, og franskmænd, briter og nederlændere kappedes på skift om Statsradiofoniens og Radiorådets gunst. Franskmændene kom først, i det de fra 17. november 1947 og fem dage frem sendte fra Polyteknisk Læreanstalt. Det var dog ikke alle, der trods medvirkende som Lily Weiding, Kai Holm og Margot Lander lod sig overbevise. Instruktøren Oluf Bang: "Overbevisende om televisionens fremtid som andet end underholdning, en teknisk kuriositet, var denne udsendelse ikke."
Succesen skulle komme under den Den britiske udstilling i Tivoli i september 1948, hvor briterne gav en 16 dages opvisning, der blandt andet bød på Hans Kurt og Else Marie i Sommer i Tyrol. Den britiske opvisning overbeviste både udstillingsgæster og radiofolk. Jens Frederik Lawaetz: "Man kan vist sige, at i disse Tivoli-dage blev det danske TV født. Her blev vi for alvor bidt af bacillen og begyndte så småt at forstå fjernsynets væsen."
Trods briternes ivrige salgsfremstød endte Statsradiofonien med at købe tv-udstyr fra nederlandske Philips, hvis system blev europæisk tv-standard. 1. juni 1949 begyndte man under Jens Frederik Lawaetz og Peter Hansens ledelse med de første prøveudsendelser, mest af hensyn til fabrikanterne af fjernsyn. Enkelte private seere var der dog, men udover prøvebilleder og geometriske figurer måtte de det første års tid stort set nøjes med kortfilmen Du danskes vej om skoleskibet Danmark, der nåede at sejle over skærmen et par hundrede gange.
I august 1950 afholdtes imidlertid jubilæumsradioudstilling i Forum, hvor radiofabrikkerne viste deres nye fjernsynsmodeller, og hvor Statsradiofonien i løbet af 10 dage diskede op med 39 forskellige udsendelser – og 60 genudsendelser. Udsendelserne blev præsenteret af Lily Broberg, der på denne måde blev dansk fjernsyns første speakerpige.
Danmark var klar til fjernsynet, men ikke finansminister Thorkil Kristensen, der ikke umiddelbart var indstillet på at uddele midler fra den slukne valutakasse. Det var problematisk, for både Statsradiofonien, fjernsynsfabrikanterne og de første fjernsynsejere havde efterhånden en del penge ude at svømme og klagede deres nød. En charmekampagne i form af opvisninger for på skift Det Konservative Folkeparti, Socialdemokraterne og Venstre syntes dog at have hjulpet. Finansministeren betingede dog, at der skulle sikres eksport af fjernsynsapparater. Sikkerheden stillede Argentina med en ordre på 20 mio. kr., hvilket udløste det grønne lys.
2. oktober 1951 fandt den officielle start så omsider sted. Ganske vist kun en time om dagen tre gange om ugen og kun til 200 modtagere. Men i æteren var man, og de første dage bød på siden for længst klassiske ting som reportager, underholdning, tv-køkken – og teknisk uheld.

## Den videre udvikling
I de følgende år blev der bygget otte fjernsynssendere i Danmark.
I fjernsynets barndom indledtes alle udsendelser i Danmark med en speakerpige, der fortalte noget om næste udsendelse. Den gang kunne man modtage ét dansk program fra de otte sendemaster.
Hvis man boede i Sønderjylland samt på Fyn, Lolland og Falster kunne man også se vesttysk fjernsyn (ARD) K4 fra Flensborg. De der boede på Lolland og Falster kunne desuden se østtysk fjernsyn. De der boede i hovedstadsområdet, kunne se svensk fjernsyn SR1 K2 fra Hörby.
I 1980'erne kom nye distributionsmåder til, dels med kabel-tv og dels med satellit-tv, der gjorde det muligt at modtage mange forskellige kanaler og også andre steder end grænseegnene. Satellit-tv der kun vanskeligt kan styres blev også udslagsgivende for at det indenrigs marked blev liberaliseret, så andre end DR kunne sende fjernsyn.

## Digitalt tv
Aktuelt er udviklingen ved at ændre sig fra analogt tv til digital-tv, en proces der finder sted over en årrække. Afhængig af hvordan man modtager signalet bruges forskellige betegnelser og gælder forskellige forhold:
- DTT: DVB-T/DVB-T2/DVB-T2-Lite, MPEG-4 for Terrestrial/luftantenne: siden 2009 sendes udelukkende digitalt. Fjernsyn skal enten udrustet til det, eller der skal købes en særlig boks, der kan omsætte de digitale signaler til analoge.
- DVB-C/DVB-C2, MPEG-4 kabel-tv: sendes stadig analogt på nogle kanaler. Er fjernsynet udrustet til det, eller man har en særlig boks kan der suppleres med digitale kanaler. På sigt må de analoge kanaler forventes afviklet til fordel for digitale.
- DVB-S/DVB-S2, MPEG-4 via satellit: kanaler rettet mod Danmark sendes udelukkende digitalt. Fjernsyn skal enten udrustet til det, eller der skal købes en særlig boks der kan omsætte de digitale signaler til analoge. Nogle udenlandske kanaler sendes stadig analog, men afvikling til fordel digitale kanaler må forventes.

Ældre fjernsyn med billedrør skal altid have en tv-modtagerboks, hvis man ønsker at modtage digitale signaler. For de nyere fladskærmsfjernsyn afhænger det af fjernsynets alder og hvilke modtagelsesmåder, det er forberedt til.

## Tv-speakerpiger
- Speakerpiger anno 1962: Alle speakerpigerne samlet

- Lily Broberg 1951
- Anette Faaborg
- Anne Jerichow Januar 1960
- Marianne Albrechtslund Maj 1960
- Ellen Baier Jensen Maj 1960 (kort tid)
- Hanne Sommer Juni 1960
- Lotte Wæver
- Helle Pade, f. Schmidt >1960

## Sendemaster der udsendteanalog TV
- 1955 K4 København Gladsaxe-senderen
- 1955 K3 Fyn (Sønder Højrup-senderen)
- 1956 K8 Århus Søsterhøj-senderen
- 1957 K7 Sønderjylland (Rangstrup-senderen)
- 1958 K5 Aalborg (Frejlev-senderen)
- 1958 K10 Vestjylland (Mejrup-senderen)
- 1959 K6 Sydsjælland (Næstved-senderen)
- 1960 K5 Bornholm (Årsballe-senderen)

## Danske fjernsynsfabrikker i tidsrummet 1950-1970
- Always
- Ampéra
- ARAKO
- Arel (varemærke)
- Arena (virksomhed)
- Aristona, DUX (Philips)
- B&O (Bang & Olufsen)
- Bravour
- DUCON
- Eltra
- Jensen
- L&H (Larsen & Høedholt)
- LL (Linnet & Laursen)
- Neutrofon
- Philips
- Renodyn
- Ruhe
- Sonofon radio- og TV-fabrik
- S.P.
- Superphone (varemærke)
- Telavox (varemærke)
- Tepa
- TIK (varemærke)
- TO-R Radio (Rasmus Rudholt)
- Unica (varemærke)

De fleste danske TV-fabrikker stoppede i starten af 1960'erne. Der opstod en priskrig, og produktion af fjernsyn var ikke længere rentabel. De stod desuden overfor udvikling af farvefjernsyn. Arena, B&O, samt Eltra forsøgte sig. Nu er der kun B&O tilbage.